# Domenico Santoro
Domenico Santoro (Alvito, 1868 – Foggia, 1922) è stato un filologo e storico italiano.

## Biografia
Dopo aver compiuto gli studi nel liceo Tulliano di Arpino, si iscrisse all'Università di Pisa. Qui ebbe come maestri il filologo Alessandro D'Ancona e lo storico  Amedeo Crivellucci, dal cui insegnamento fu molto influenzato:  nelle due discipline, filologia e storia,  si svilupparono le sue ricerche, condotte con grande scrupolo scientifico.
Durante il periodo pisano si recava settimanalmente a Siena, dove si era trasferito lo zio don Antonio Santoro, che gli aveva fornito la prima istruzione in Alvito. Durante una di queste visite a Siena scoprì nella biblioteca comunale un trattato inedito e sconosciuto attribuito al suo conterraneo Mario Equicola, umanista del XVI secolo che aveva trascorso gran parte della vita a Mantova. Il ritrovamento de Il novo Cortigiano gli fece acquisire assai presto una notevole fama nel mondo degli studiosi italiani di filologia e storia letteraria e lo indirizzò all'approfondimento dell'opera e della biografia di Mario Equicola.
Fu insegnante negli istituti tecnici di Cagliari, Chieti, Caserta e Sassari, concludendo la sua carriera in quello di Foggia, dove fu anche preside dal 1913 alla morte. Accanto  agli studi di storia e di filologia, Santoro si dedicò alla poesia, in lingua italiana e in dialetto alvitano.

## Opere

### Filologia e letteratura
- Delineamenti storici dei generi letterari. Lanciano: R. Carabba, 1913
- Della vita e delle opere di Mario Equicola. Chieti:  Tip. N. Jecco, 1906.
- Della vita e delle opere di Pietro Paolo Parzanese. Teramo: Rivista Abruzzese, 1901.
- Due studi sulla Divina Commedia. Firenze: L.S. Olschki, 1904.
- Giampaolo Flavio da Alvito e la sua orazione per la pace di Castel Cambresis. Pisa: Tip. Simoncini, 1906
- Note dantesche. Pisa: Tip. di Francesco Mariotti, 1901
- Il Parzanese poeta; a cura di Attilio Franza; introduzione di Stanislao Scapati. Napoli: Guida, [2005].
- Prime istituzioni letterarie, per uso delle scuole medie. Lanciano : R. Carabba, 1912.
- Il salotto di Donna Lucia de Thomasis a Napoli, 1837-1848. Chieti : pei tipi di G. Ricci, 1906.
- Studi sul Parzanese. Chieti: Tip. N. Jecco, 1904.
- Il viaggio di Isabella Gonzaga in Provenza. Napoli : Tip. Melfi e Joele, 1913.
- Il viaggio di Isabella Gonzaga in Provenza. Alvito, Arbor Sapientiae, 2017.

### Storia
- Un episodio del dominio spirituale degli arcivescovi di Pisa su la Sardegna (con un documento inedito) [S.l. : s.n., 19..]  Dal vol.: Miscellanea storico-letteraria in onore del cav. F. Mariotti, nel 50. anniversario della sua carriera tipografica.
- Notizie storiche sui grandi terremoti dell'alta Campania e specialmente della Valle Cominese ; a cura di Luigi Gulia ; presentazione di Giuseppe Zamberletti . Sora: Centro di studi sorani Vincenzo Patriarca, 1985
- Pagine sparse di storia alvitana. 2 voll. Chieti: Tip. N. Jecco, 1908-1909
- Le relazioni tra Pisa e la Sardegna dal 1015 al 1165. Roma: Tip. Forzani e C., 1896
- Sora negli anni del Baronio

### Poesia
- Echi lirici. Pontedera : Tip. Ristori, 1895
- Folia labentia : versi . Pontedera : co' tipi Ristori, 1895  .Ed. di 104 esempl. Nell'occh. : Per le nozze Flamini-Fanelli
- Nuovi versi. Pisa : Tipografia editrice galileiana dell'amm. della Real Casa, 1891.
- Poesie dialettali: (1906-1907); a cura di Gerardo Vacana . Casalvieri-Alvito, 1982
- Rime. Livorno : Giusti, 1901
- Versi. Pisa : Tip. T. Nistri e C., 1891